# Cangkuang (Palimanan)
Cangkuang is een bestuurslaag in het regentschap Cirebon van de provincie West-Java, Indonesië. Cangkuang telt 4266 inwoners (volkstelling 2010).